# Rumford Medal

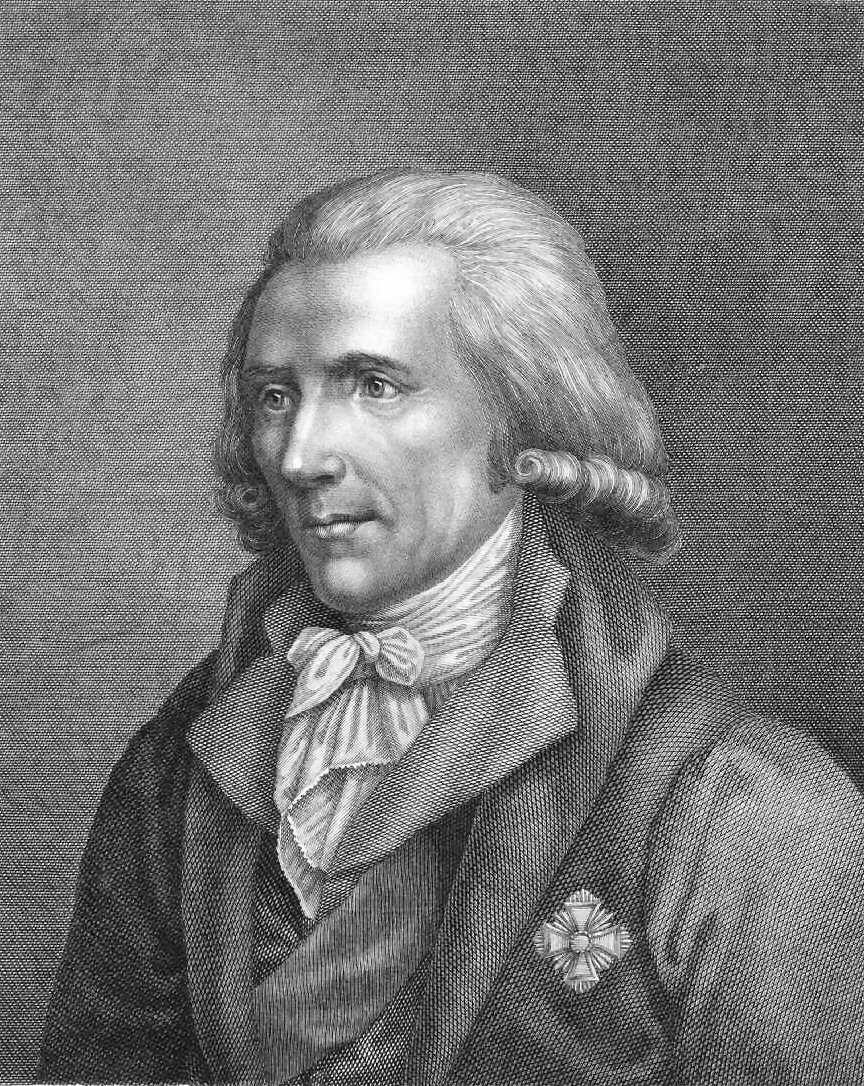
Count Rumford

De Rumford Medal is een prijs die de Royal Society of London eens in de twee jaar uitreikt aan een Europese wetenschapper die een bijzondere bijdrage levert aan het onderzoek naar warmte en licht.
In 1796 gaf Benjamin Thompson (Count Rumford) $5000 aan de Royal Society of London en eenzelfde bedrag aan de American Academy of Arts and Sciences (AAAS) voor dit doel. Dat was het begin van de Rumford Medal enerzijds en de Rumford Prijs anderzijds. De Rumford Prijs wordt uitgereikt door de AAAS.
De Rumford Medal wordt gegeven ter erkenning van bijzondere ontdekkingen op het gebied van thermische of optische eigenschappen van materie. Rumford vond het belangrijk om ontdekkingen voor het voetlicht te halen die bijdroegen aan het algehele belang van de mensheid. Het gaat om een zilveren medaille en een geldprijs van £1000.

## Winnaars

### 18e eeuw
- 1800 Benjamin Thompson

### 19e eeuw
- 1804 John Leslie
- 1806 William Murdoch
- 1810 Étienne Louis Malus
- 1814 William Charles Wells
- 1816 Humphry Davy
- 1818 David Brewster
- 1824 Augustin Jean Fresnel
- 1832 John Frederic Daniell
- 1834 Macedonio Melloni
- 1838 James David Forbes
- 1840 Jean-Baptiste Biot
- 1842 William Henry Fox Talbot
- 1846 Michael Faraday
- 1848 Henri Victor Regnault

- 1850 François Jean Dominique Arago
- 1852 George Gabriel Stokes
- 1854 Neil Arnott
- 1856 Louis Pasteur
- 1858 Jules Jamin
- 1860 James Clerk Maxwell
- 1862 Gustav Robert Kirchhoff
- 1864 John Tyndall
- 1866 Armand Hippolyte Louis Fizeau
- 1868 Balfour Stewart
- 1870 Alfred Olivier des Cloizeaux
- 1872 Anders Jonas Ångström
- 1874 Joseph Norman Lockyer
- 1876 Pierre Jules Cesar Janssen

- 1878 Alfred Cornu
- 1880 William Huggins
- 1882 William de Wiveleslie Abney
- 1884 Tobias Robertus Thalen
- 1886 Samuel Pierpont Langley
- 1888 Pietro Tacchini
- 1890 Heinrich Rudolf Hertz
- 1892 Nils Christoffer Dunér
- 1894 James Dewar
- 1896 Wilhelm Röntgen en Philipp Lenard
- 1898 Oliver Joseph Lodge
- 1900 Antoine Henri Becquerel

### 20e eeuw
- 1902 Charles Algernon Parsons
- 1904 Ernest Rutherford
- 1906 Hugh Longbourne Callendar
- 1908 Hendrik Anton Lorentz
- 1910 Heinrich Rubens
- 1912 Heike Kamerlingh Onnes
- 1914 Lord Rayleigh
- 1916 William Henry Bragg
- 1918 Charles Fabry en Alfred Perot
- 1920 Lord Rayleigh
- 1922 Pieter Zeeman
- 1924 Charles Vernon Boys
- 1926 Arthur Schuster
- 1928 Friedrich Paschen
- 1930 Peter Debye
- 1932 Fritz Haber
- 1934 Wander Johannes de Haas

- 1936 Ernest John Coker
- 1938 Robert Williams Wood
- 1940 Karl Manne Georg Siegbahn
- 1942 Gordon Miller Bourne Dobson
- 1944 Harry Ralph Ricardo
- 1946 Alfred Egerton
- 1948 Franz Eugen Simon
- 1950 Frank Whittle
- 1952 Frits Zernike
- 1954 Cecil Reginald Burch
- 1956 Frank Philip Bowden
- 1958 Thomas Merton
- 1960 Alfred Gordon Gaydon
- 1962 Dudley Maurice Newitt
- 1964 Hendrik Christoffel van de Hulst
- 1966 William Penney
- 1968 Dennis Gabor

- 1970 Christopher Hinton
- 1972 Basil John Mason
- 1974 Alan Cottrell
- 1976 Ilya Prigogine
- 1978 George Porter
- 1980 William Frank Vinen
- 1982 Charles Gorrie Wynne
- 1984 Harold Horace Hopkins
- 1986 Denis Rooke
- 1988 Felix J. Weinberg
- 1990 Walter Eric Spear
- 1992 Harold Neville Vazeille Temperley
- 1994 Andrew Keller
- 1996 Grenville Turner
- 1998 Richard Henry Friend
- 2000 Wilson Sibbett

### 21e eeuw
- 2002 David King
- 2004 Richard Dixon
- 2006 Jean-Pierre Hansen
- 2008 Edward Hinds
- 2010 Gilbert Lonzarich
- 2012 Roy Taylor
- 2014 Jeremy Baumberg
- 2016 Ortwin Hess
- 2018 Ian Walmsley
- 2019 Miles Padgett
- 2020 Patrick Gill
- 2021 Carlos Frenk
- 2022 Raymond Pierrehumbert
- 2023 Polina Bayvel
- 2024 Tony Bell